# Mohammad Abdelkareem
Mohammad Abdelkareem (ar. محمد عبدالكريم; ur. 18 listopada 1992) – kuwejcki zapaśnik walczący w stylu wolnym. Zajął szesnaste miejsce na igrzyskach azjatyckich w 2022. Dziewiąty na mistrzostwach Azji w 2022. Szesnasty w Pucharze Świata w 2020. Brązowy medalista mistrzostw arabskich w 2019 i 2021 roku.